# اقبض على كارتر (فلم 2000)
اقبض على كارتر (بالإنجليزية: Get Carter) هو فيلم إثارة وحركة أمريكي من بطولة سيلفستر ستالون تم إنتاجه عام 2000.

## طاقم العمل
- سيلفستر ستالون دور جاك كارتر
- ميراندا ريتشاردسون غلوريا كارتر
- راشيل لي كوك دور دورين كارتر
- آلان كومينغ بدور جيريمي كينير
- ميكي رورك دور سايروس Paice
- جون مغينلي بدور كون مكارتي
- مايكل كين دور كليف برومبي
- رونا ميترا دور جيرالدين
- جوني سترونغ دور إدي
- جون كاسيني دور ثوربي
- مارك بون جونيور دور جيمس ديفيس
- غريتشن مول دور أودري ("غير معتمد")
- توم سيزمور ليه فليتشر ("صوت غير معتمد")
- كريستال لوي كفتاة رقم 1

## وصلات خارجية
- مقالات تستعمل روابط فنية بلا صلة مع ويكي بيانات
- Get Carter على موقع أول موفي.